# Adelaarshorst Stadion
El Adelaarshorst Stadion es un estadio de usos múltiples ubicado en la ciudad de Deventer en los Países Bajos. Es utilizado principalmente para los partidos de local del club Go Ahead Eagles de la Eredivisie, la liga profesional de fútbol de los Países Bajos. El recinto inaugurado en 1920 cuenta con una capacidad para 10 000 espectadores.
El único partido internacional jugado alguna vez en el Adelaarshorst fue el 29 de agosto de 1973 en un partido entre la Selección de fútbol de los Países Bajos y la Selección de Islandia válido para la clasificación para la Copa Mundial de 1974 de Alemania, el cuadro local venció 8-1 con dos goles de Johan Cruyff y un gol de Johan Neeskens entre otros.
En 2017 albergó cinco juegos de la Eurocopa Femenina, torneo realizado en los Países Bajos.